# Mariologie

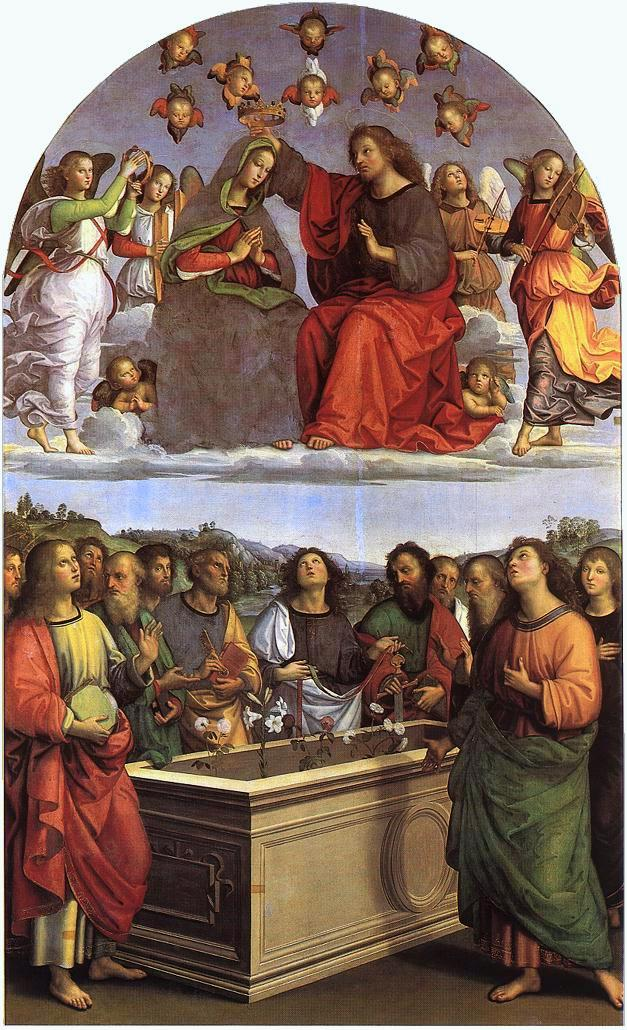
Die Krönung der Jungfrau Maria, Altarretabel von Raffael (1502–1504)

Die Mariologie (die Lehre von Maria) ist ein Teilbereich der katholischen Dogmatik und beschäftigt sich mit Maria, der Mutter Jesu. Maria wird dabei als Instrument und erster Adressat des Heilshandelns Gottes an den Menschen gesehen. In der Dogmatik wird die Mariologie der Gnadenlehre zugeordnet.

## Die vier Mariendogmen
Es gibt in der römisch-katholischen Kirche vier dogmatische Lehraussagen über Maria:

### Marias Gottesmutterschaft
In den Evangelien wird Maria „Mutter Jesu“ genannt. Die Bezeichnung Mutter Gottes kam im Rahmen der Auseinandersetzungen über die Christologie auf: Um hervorzuheben, dass ihr Sohn von Beginn seines Lebens an die göttliche Natur mit seiner menschlichen Natur verband, wurde Maria als „Gottesgebärerin“ (griechisch theotókos) bezeichnet. Das Konzil von Ephesus 431 beschloss diese besonders von Kyrill von Alexandria vertretene Lehre.

### Immerwährende Jungfräulichkeit Marias
Gemeint ist damit, dass Maria vor, bei und nach der Geburt Jesu Jungfrau war.
Im Altertum drangen ab etwa 200 n. Chr. starke asketische Strömungen in die Kirche ein, oft verbunden mit einer Abwertung des Geschlechtlichen. Die Formulierung „Jungfrau Maria“ wurde immer häufiger gebraucht; in der Zeit um 400 n. Chr. war sie unter Bischöfen bereits selbstverständlich.

### Unbefleckte Empfängnis Marias
Nach dieser Lehre hat Gott Maria vor jedem Makel der Erbsünde bewahrt, weil sie die Mutter Gottes werden sollte. Papst Pius IX. verkündete diese Ansicht 1854 als unfehlbare Lehre – so gekennzeichnet durch die Worte: „erklären, verkünden und bestimmen Wir in Vollmacht unseres Herrn Jesus Christus, der seligen Apostel Petrus und Paulus und in Unserer eigenen“:
„Die Lehre, daß die seligste Jungfrau Maria im ersten Augenblick ihrer Empfängnis durch einzigartiges Gnadengeschenk und Vorrecht des allmächtigen Gottes, im Hinblick auf die Verdienste Christi Jesu, des Erlösers des Menschengeschlechts, von jedem Fehl der Erbsünde rein bewahrt blieb, ist von Gott geoffenbart und deshalb von allen Gläubigen fest und standhaft zu glauben.“
Es folgt noch eine Warnung davor, diese Lehre zu bezweifeln. Durch diese Festlegung auf die unbefleckte Empfängnis Marias sowie durch das folgende Dogma wurden bleibende ökumenische Hindernisse aufgerichtet.

### Mariä Aufnahme in den Himmel
Über das Lebensende von Maria gibt es keine historischen Informationen. Im Neuen Testament wird sie zum letzten Mal vor Pfingsten erwähnt (Apg 1,14). In den 370er Jahren meinte Epiphanius von Salamis (Zypern): „Ob sie nun gestorben ist, wir wissen es nicht, und ob sie begraben ist.“ Im 5. Jh. entstand eine apokryphe Schrift, der Transitus Mariae (der Hinübergang Mariens), worin Tod und Aufnahme Mariens in den Himmel beschrieben werden. Bei der leiblichen Aufnahme Marias in den Himmel geht es darum, dass Marias Körper – ob noch lebend, oder schon gestorben, bleibt offen – vor der Verwesung bewahrt bleibt. Volkstümlich wird oft von „Mariä Himmelfahrt“ gesprochen. Als Dogma wurde diese Vorstellung von Papst Pius XII. 1950 formuliert, wobei er sich auf das – doch sicherlich auch von Jesus beobachtete – Gebot, Vater und Mutter zu ehren, stützte:
„Alle diese Beweise und Erwägungen der Heiligen Väter und der Theologen gründen letztlich auf der Heiligen Schrift … Weil nun unser Erlöser der Sohn Marias ist, musste er, der vollkommenste Beobachter des Gesetzes, in der Tat wie den Vater, so auch seine liebe Mutter ehren. Da er ihr die große Ehre erweisen konnte, sie vor der Verwesung des Todes zu bewahren, muß man also glauben, daß er es wirklich getan hat.“
Das Gebot, Vater und Mutter zu ehren, besagt allerdings nicht, diesen jede mögliche Ehre zu erweisen.
Auch hier kommt der besondere Anspruch einer unfehlbaren Lehre zum Ausdruck:
„verkünden, erklären und definieren Wir … in Kraft der Vollmacht unseres Herrn Jesus Christus, der heiligen Apostel Petrus und Paulus und Unserer eigenen Vollmacht:
es ist eine von Gott geoffenbarte Glaubenswahrheit, daß die unbefleckte, immer jungfräuliche Gottesmutter Maria nach Vollendung ihres irdischen Lebenslaufes mit Leib und Seele zur himmlischen Herrlichkeit aufgenommen worden ist.“
Diese Lehraussage enthält neben dem vierten Mariendogma auch die vorhergehenden drei Dogmen.
Es schließt wieder mit einer deutlichen Abgrenzung gegen Andersgläubige:
„Wenn daher, was Gott verhüte, jemand diese Wahrheit, die von Uns definiert worden ist, zu leugnen oder bewusst in Zweifel zu ziehen wagt, so soll er wissen, daß er vollständig vom göttlichen und katholischen Glauben abgefallen ist.“

## Zweites Vatikanisches Konzil
Das II. Vatikanum verkündete keine neuen Dogmen, auch nicht zu Maria – und es korrigierte auch keine älteren Dogmen. Das Konzil entschied sich dafür, ein Kapitel über Maria in die Dogmatische Konstitution über die Kirche zu integrieren:
„Dieses Kapitel war Gegenstand heftiger Konzilsdiskussionen; eine Abstimmung Ende Oktober 1963 beschloß mit kleiner Mehrheit, das Kapitel ... in die Kirchenkonstitutuion einzugliedern und aus ihm nicht ein selbständiges Dokument zu machen.“
In dieser Einordnung kommt die Absicht zum Ausdruck, einer Überhöhung und Isolierung der Stellung Marias vorzubeugen. Es handelt sich um das Schlusskapitel dieser Konstitution (Kapitel VIII). Es erstreckt sich über 18 Artikel (von 52 bis 69). Die Aussagen dieses Kapitels betreffen sowohl die Marienlehre als auch die Marienverehrung, lassen sich also im Rahmen einer umfassenderen Marienkunde besser darstellen. In manchen Aussagen werden beide Aspekte miteinander kombiniert, etwa wenn Maria „als wahre Mutter Gottes und des Erlösers anerkannt und geehrt“ wird. Eine Analyse des vom Konzil Ausgesagten beachtet auch das, was nicht gesagt wurde. So wird hervorgehoben, „daß das Konzil die Verwendung des Begriffes ‚Miterlöserin‘ bewußt unterließ“, und: „Marienerscheinungen werden im ganzen VIII. Kapitel nicht erwähnt.“

## Weitere dogmatische Ansätze
Die Anrufung Mariens als Mittlerin der Gnaden wurde in den Konzilsdokumenten des Vatikanischen Konzils gebraucht und gehört somit zum Glaubensgut der Katholiken.
Eine Petition aus dem Jahr 2008 ist typisch für Ansätze, die zusätzliche Mariendogmen anstreben: Maria sollte „als geistliche Mutter der Menschheit; als Miterlöserin mit Jesus, dem Erlöser, als Mittlerin aller Gnaden mit Jesus, dem einen Mittler und als Fürsprecherin mit Jesus Christus für die ganze Menschheit“ bezeichnet werden.

## Sicht anderer Kirchen auf die Mariologie

### Orthodoxe Kirchen
Die orthodoxen Kirchen kennen Mariologie als eigenen Paragraphen ihrer Dogmatiken und Katechismen nicht. Das Konzil von Ephesus beschloss 351, dass Maria als Gottesgebärerin (theotókos) zu bezeichnen sei; das Konzil von Konstantinopel erkannte 553 an, dass Maria vor, während und nach der Geburt Christi Jungfrau gewesen sei. Beide Dogmen werden in der Orthodoxie als Teil der Christologie behandelt. Die Liturgie, welche für die orthodoxe Theologie mit heranzuziehen ist, ist nach Karl Christian Felmy dadurch gekennzeichnet, dass sie alttestamentliche Typologien der Gottesmutter zusammenstellt: nämlich all die Bibelstellen, „wo ein irdisches Gefäß Himmlisches birgt“ (lichttragende Wolke, Tempel, Bundeslade usw.). Fürbitterin kann Maria aufgrund der engen Mutter-Kind-Beziehung sein; besondere Verdienste Mariens, die sie zur Fürbitterin qualifizieren, kennt die orthodoxe Theologie nicht. In Auseinandersetzung mit den römisch-katholischen Mariendogmen wird die unbefleckte Empfängnis Mariens in der Regel abgelehnt, während ihre leibliche Aufnahme in den Himmel als zulässige Lehrmeinung akzeptabel ist und auch von einigen orthodoxen Theologen vertreten wird.

### Evangelische Kirchen
Aus der Evangelischen Kirche sowie von Freikirchen gab es wiederholt Kritik an Mariendogmen. Ein prominentes Beispiel dafür ist das Buch Die Jungfrau Maria des Waldensers Giovanni Miegge. Kurz gefasst geht es um folgende Kritikpunkte, welche in unterschiedlichem Ausmaß die einzelnen Mariendogmen betreffen:
- Es fehle eine ausreichende Basis im Neuen Testament.
- Soweit ein Dogma durch die Tradition gestützt werde, sei diese Tradition uneinheitlich; manche Lehrsätze über Maria seien erst Jahrhunderte nach der Zeit der Apostel aufgekommen.
- Die in den dogmatischen Verlautbarungen präsentierten Begründungen seien spekulativ.
- Die Festlegung, dass die betreffenden Mariendogmen von den Christen zu glauben sind, stelle eine unnötige ökumenische Belastung dar.

André Birmelé weist darauf hin, dass die Marienlehre nicht zu den Kontroversthemen der Reformationszeit gehörte. Abgelehnt wurde die Anrufung Mariens ebenso wie die Anrufung von Heiligen, was Marien- und Heiligenverehrung nicht ausschloss (Confessio Augustana Art. 21 und Apologie der CA ebd.); die Weiterentwicklungen im römisch-katholischen Raum fanden evangelischerseits vom 16. bis 19. Jahrhundert wenig Interesse. Das änderte sich mit den beiden neuen Mariendogmen von 1854 und 1950, die ein starkes negatives Echo und Gegendarstellungen hervorriefen. Dass das 2. Vatikanische Konzil keine neuen Mariendogmen verbindlich machte, wurde positiv gewürdigt. Die in Lumen gentium 52–59 entwickelte Maria-Kirche-Typologie wird allerdings kritisch gesehen, da die dogmatisch für Katholiken vorgegebene Sündlosigkeit Mariens infolge dieser Typologie der Kirche zugeordnet werde.
Einen Gegenentwurf zur römisch-katholischen Mariologie legte Karl Barth 1938 im Kontext seiner Kirchlichen Dogmatik vor. Die Bezeichnung Mariens als „Mutter Gottes“ war für Barth der Testfall für das richtige Verständnis der Inkarnationslehre. Sie sei zu bejahren, besage aber nur, „daß Jesus Christus durch seine Mutter wirklich der Einheit des Menschengeschlechts angehört“ – eine selbständige oder hervorgehobene Rolle Mariens im Offenbarungsgeschehen ist daher aus Barths Sicht irrig. Eine Mitwirkung des Menschen bei der Erlösung lehnte Barth sowohl in der Mariologie als auch in der Ekklesiologie ab; beides sei eng miteinander verbunden: „Die ‚Mutter Gottes‘ des römisch-katholischen Mariendogmas ist nämlich sehr schlicht das Prinzip, das Urbild und der Inbegriff des bei seiner Erlösung auf Grund der zuvorkommenden Gnade dienend (ministerialiter) mitwirkenden menschlichen Geschöpfs und eben als das auch das Prinzip, das Urbild und der Inbegriff der Kirche.“
In seinen Überlegungen zum Zweiten Vatikanischen Konzil (1962) ging Barth auch auf das seiner Ansicht nach „verdrießlich entfaltete Mariendogma“ ein und fragte, ob der heilige Josef als Nährvater Jesu und Inbegriff des treuen Zeugen nicht ein besseres Bild für die Kirche sei als die strahlende Himmelskönigin. Letztmals äußerte sich Barth zur Mariologie in seinem Bericht Ad limina Apostolorum (1966). Seine Reise nach Rom zum Zweiten Vatikanischen Konzil hatte nämlich auch Gelegenheit zu Gesprächen mit Karl Rahner, Joseph Ratzinger und Otto Semmelroth geboten, die ihre Sicht der Mariologie dargelegt hatten.